# Migrantas

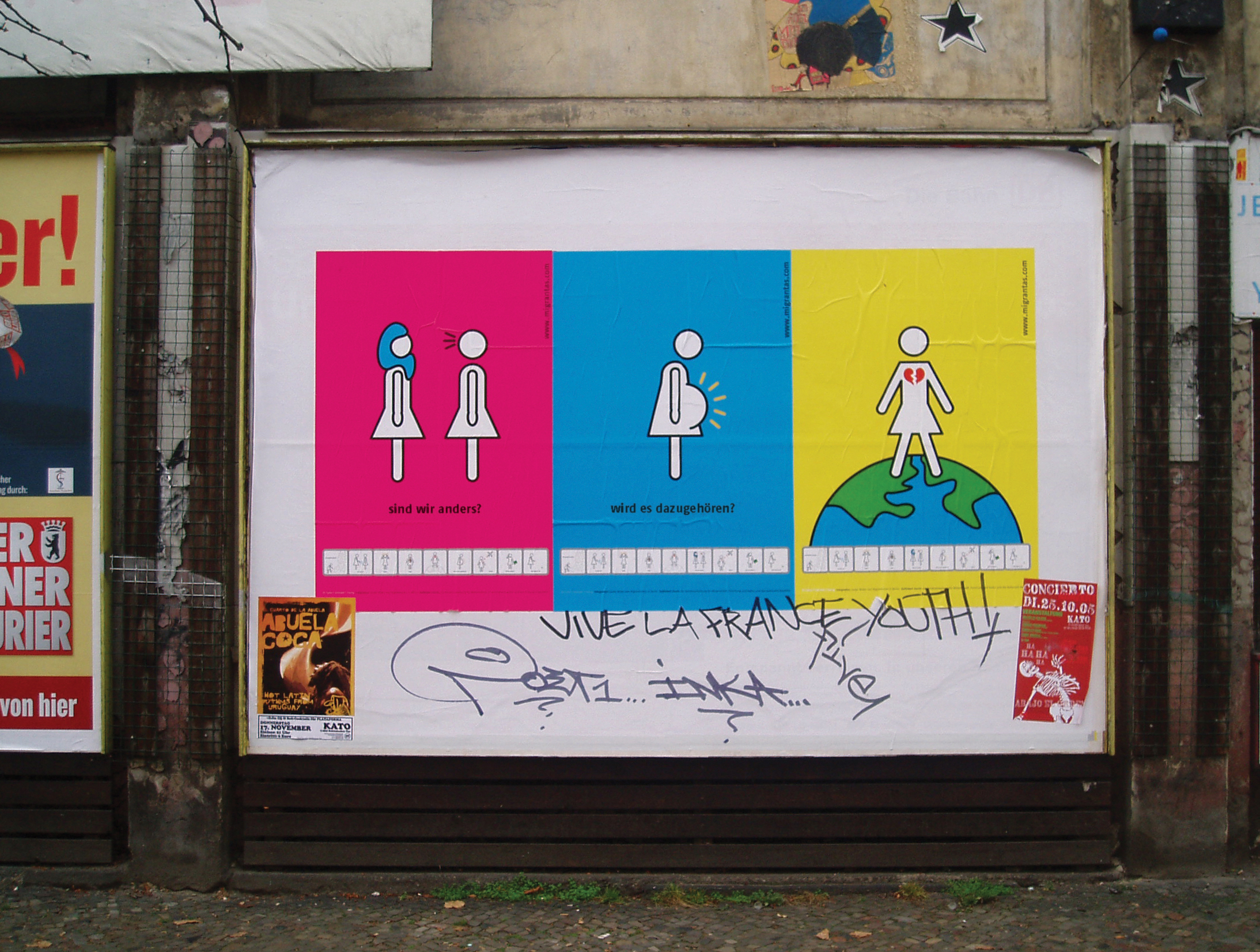
Piktogramme (Beispiele)

Das Berliner Künstler-Kollektiv Migrantas entstand im Jahre 2004 in Berlin. Das Kollektiv widmet sich mittels Kunst, Design und Sozialwissenschaften den Themen Migration, Identität und interkultureller Dialog. Zentrales Ausdrucksmittel ist das künstlerisch-grafische Design von Piktogrammen. Die Piktogramme von Migrantas ähneln den Piktogrammen, die man überall auf der Welt im öffentlichen Raum sieht, beispielsweise in Flughäfen.
Für Migrantas sind Piktogramme das universell verständliche, schlichte und standardisierte Design zur Vermittlung von ikonografischen Botschaften; Piktogramme kommen ohne viele Worte aus und werden herkömmlich und sprachunabhängig für prägnante Werbebotschaften, Leitsysteme oder Verkehrszeichen verwendet. Piktogramme sind globalisierte Schrift. Daher nutzt Migrantas die Sprache von Piktogrammen, zur bildhaften Darstellung zahlreicher individueller, kultureller, sozio-ökonomischer und politischer Aspekte der Migration. Um Erfahrungen zu sammeln, organisiert und leitet Migrantas Workshops in sozialen und kulturellen Vereinen und Organisationen der Migranten-Arbeit. Sie motiviert die Teilnehmer, ihre Gefühle und ihre persönliche Auseinandersetzung in einem anderen Kulturkreis und ihre Alltagserfahrungen in einfachen Zeichnungen darzustellen und verdichtet diese Skizzen zu Piktogrammen.
Ziel ist, die erstellten Piktogramme in den öffentlichen Raum zu tragen, dies wird mittels 'urbaner Aktionen' in vielfältiger Form erreicht: Durch Plakatierung auf städtischen Werbeflächen, Animationen in digitalen Medien des öffentlichen Nahverkehrs, durch breite Postkartenverteilung oder durch den Druck auf Einkaufstaschen. Parallel dazu konzipiert Migrantas Ausstellungen, die mit seinen Exponaten nicht nur die im Rahmen eines Projektes entstandenen Piktogramme, sondern auch alle originalen Zeichnungen der Workshop-Teilnehmern präsentiert. Öffentliche Anerkennung wird allen jenen zuteil, die bislang mit ihren Erfahrungen von Einwanderung und Migration noch nie in die Öffentlichkeit gelangt sind.
Die Mitglieder von Migrantas sind selbst Migranten und konzipieren ihre Arbeit als horizontalen, nicht hierarchischen Dialog. Das Projekt, das nicht selbst finanziert wird, hat zahlreichen Aktivitäten seit 2004 in verschiedenen europäischen Städten organisiert.
Migrantas wurde 2011 mit dem Hauptstadtpreis für Integration und Toleranz der Initiative Hauptstadt Berlin ausgezeichnet.

## Projekte und Ausstellungen (Auswahl)
- 2004 Proyecto Ausländer, Berlin und Buenos Aires.[9]
- 2005 Integration Lauter Bilder von Migrantinnen, Berlin.[10]
- 2006 Interkulturelle Werkstatt, Berlin.
- 2006 Bilder bewegen, Berlin.
- 2007 Bundesmigrantinnen, Hamburg.[11][12]
- 2008 Bundesmigrantinnen, Köln.[12]
- 2009 Hessisches Landesmuseum Darmstadt.[13]
- 2010 Sevilla Plural, Bild der Migration im öffentlichen Raum, Spanien.[14][15]
- 2010 Zeppelin Museum, Friedrichshafen.[16][17]
- 2011 Europa-Kind + Europa-Schule – Bilder der Vielfalt, Berlin.[18]

## Mitwirkung (Auswahl)
- Seyla Benhabib, Judith Resnik (Hrsg.): Migrations and Mobilities: Citizenship, Borders, and Gender. NY Press, ISBN 0-8147-7600-0 (Titelbild)
- Dirk Lange, Ayça Polat (Hrsg.): Migration und Alltag. Unsere Wirklichkeit ist anders. Wochenschau-Verlag, Schwalbach/Ts. 2010, ISBN 978-3-89974-659-4 (Titelbild und Illustrierung)
- Susanne Stemmler: Multikultur 2.0; Willkommen im Einwanderungsland Deutschland. Wallstein Verlag, ISBN 978-3-8353-0840-4 (Titelbild)